# Jay Johnstone
John William Johnstone Jr. (Manchester, 20 de noviembre de 1945 - Granada Hills, 26 de septiembre de 2020) fue un beisbolista profesional y locutor deportivo estadounidense. Jugó en las Grandes Ligas como jardinero de 1966 a 1985 para los Angeles Angels, Chicago White Sox, Oakland Athletics, Philadelphia Phillies, New York Yankees, San Diego Padres, Los Angeles Dodgers y Chicago Cubs.
Johnstone fue miembro de dos equipos de la Serie Mundial con los Yankees en 1978 y los Dodgers en 1981. Era conocido como un jardinero versátil con un buen sentido del humor, conocido por mantener los camerinos relajados con bromas y trucos. Más tarde se desempeñó como comentarista de radio en color para los Yankees (1989-1990) y los Phillies (1992-1993), y escribió libros sobre su carrera.

## Primeros años
Johnstone nació el 20 de noviembre de 1945 en Manchester, Connecticut, hijo del contador John William Johnstone Sr. y Audrey (Whebell) Johnstone. La familia se mudó al sur de California cuando Johnstone era un niño. Asistió a Edgewood High School, donde se destacó en béisbol, baloncesto y fútbol.

## Carrera

### Como beisbolista

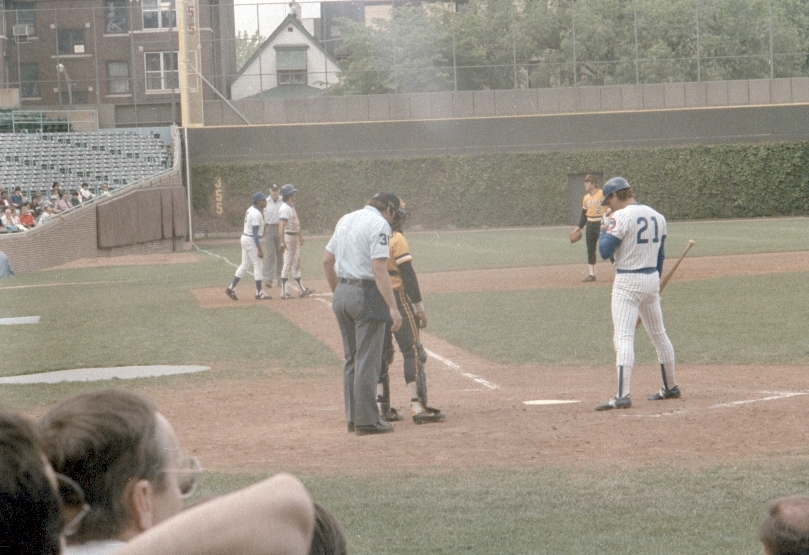
Johnstone (21) bateando para los Cubs en 1983.

Johnstone fue contratado como agente libre no reclutado por Los Angeles Angels en 1963. Hizo su debut en las Grandes Ligas en julio de 1966.
Como angelino, Johnstone preservó el juego sin hits de Clyde Wright contra los Athletics en la séptima entrada al atrapar un elevado de Reggie Jackson, a 400 pies del plato, en el jardín central derecho, justo en frente de la pared del jardín. Después de una campaña en la que bateó .238 con 39 carreras impulsadas (RBI) y 11 jonrones, Johnstone fue canjeado junto con Tom Egan y Tom Bradley de los Angelinos a los White Sox por Ken Berry, Syd O'Brien y Billy Wynne, el 30 de noviembre de 1970.
Como Phillie, Johnstone se fue de 9-7 en la Serie de Campeonato de la Liga Nacional (NLCS) de 1976 contra los Cincinnati Reds; sin embargo, los Reds barrieron la serie. Él y Bobby Brown fueron enviados de los Phillies a los Yankees por Rawly Eastwick el día antes de la fecha límite.
Como Dodger, Johnstone conectó un jonrón de dos carreras como emergente en el Juego Cuatro de la Serie Mundial de 1981, contra los New York Yankees (el jonrón que recuperó a los Dodgers de un déficit de 6-3 para ganar 8-7). La victoria también permitió a los Dodgers empatar la Serie a dos juegos cada uno; Los Ángeles ganó los siguientes dos juegos, para ganarlo todo.

### Como periodista
Johnstone presentó el programa de televisión blooper The Lighter Side of Sports a fines de la década de 1980. Trabajó como comentarista de radio para los juegos de los Yankees en WABC (1989-1990) y los juegos de los Phillies en WPHT (1992-1993).
También coescribió tres libros con el columnista deportivo Rick Talley -Temporary Insanity, Over the Edge y Some of My Best Friends Are Crazy-, donde describió muchas de las bromas, junto con otros aspectos de su carrera.

### Como actor
Johnstone apareció en la película The Naked Gun como miembro de los Seattle Mariners en un juego contra los California Angels. Aunque fue un bateador zurdo a lo largo de su carrera, Johnstone batea como diestro en la película.
Después de la victoria de los Dodgers en la Serie Mundial de 1981, Johnstone y los compañeros de equipo de los Dodgers Rick Monday (con quien compartió un cumpleaños, servicio en los Marines y períodos con los Athletic, Cubs y Dodgers), Jerry Reuss y Steve Yeager aparecieron en Solid Gold y cantaron su propia interpretación del éxito de Queen, We Are the Champions.

## Fallecimiento
Johnstone falleció por complicaciones de COVID-19 en un residencia de ancianos en Granada Hills el 26 de septiembre de 2020, durante la pandemia de COVID-19 en California; tenía 74 años. Según su hija, Mary Jayne Sarah Johnstone, había sufrido demencia en los últimos años.

## Filmografía
- Body Slam (1986) - Locutor de cabina
- The Naked Gun: From the Files of Police Squad! (1988) - Seattle First Up